# Strzępina

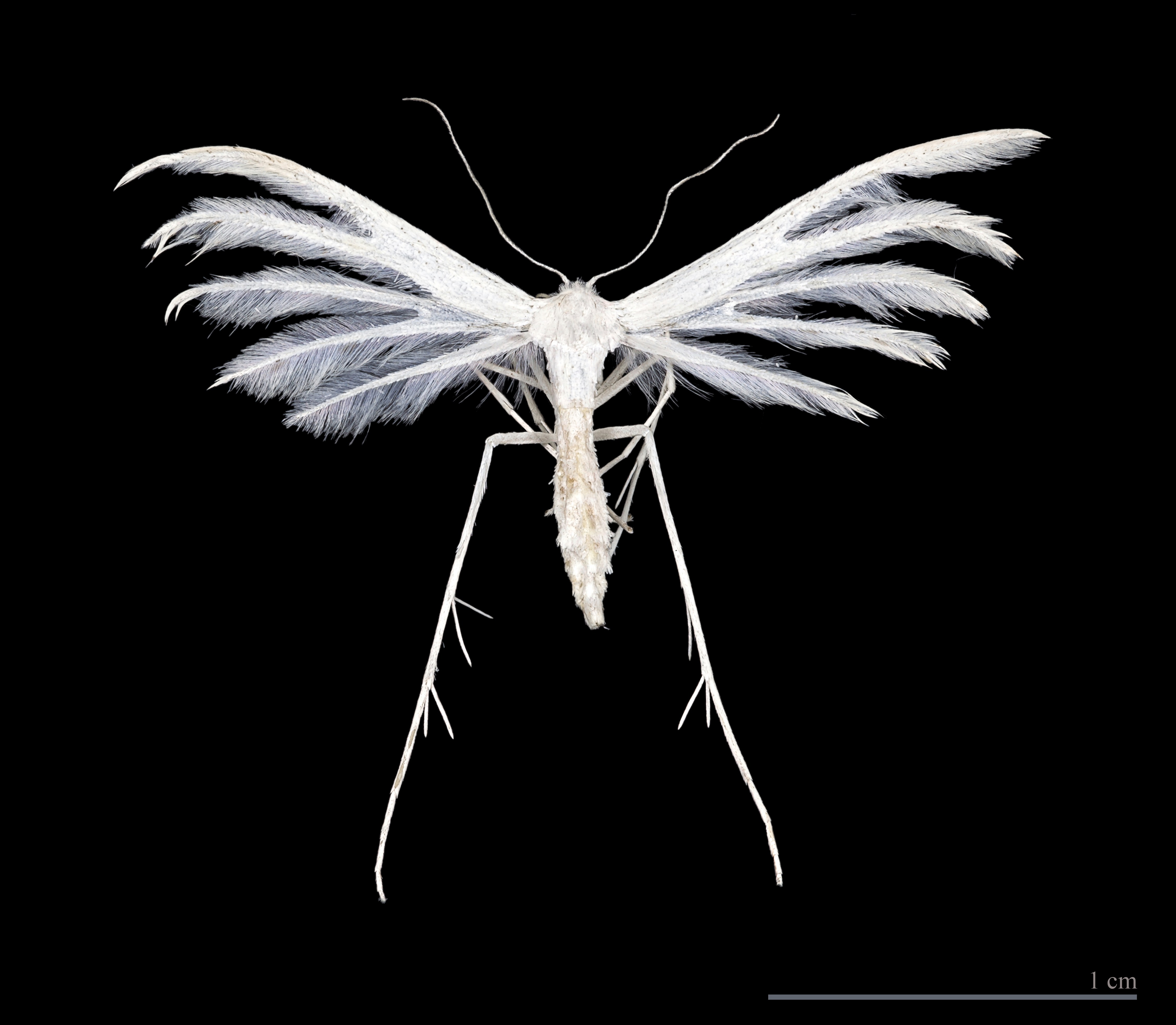
Piórolotek pięciopiór z charakterystycznymi strzępinami

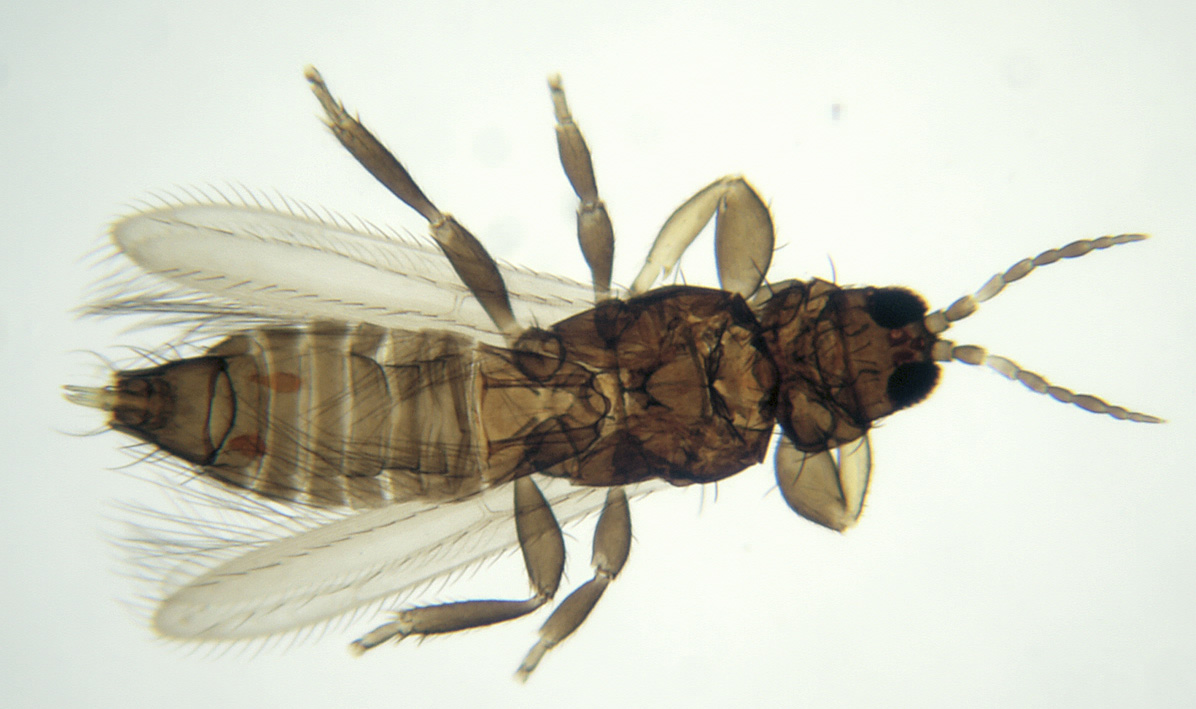
Przedstawiciel przylżeńców z charakterystycznymi strzępinami

Strzępina (cilia, fimbria) – specyficzny zespół włosków, szczecinek lub łusek występujący na brzegach skrzydeł.
Strzępina występuje u chrząszczy z rodziny Ptilidae. Charakterystyczna dla tej rodziny jest druga para skrzydeł. Ich powierzchnia jest niemal zupełnie zredukowana, a z ich brzegów wyrastają długie włoski, stanowiące właściwą powierzchnię lotną. Całość kształtem przypomina pióro. U przylżeńców podobnie: skrzydła wyposażone są w szczecinki zwiększające powierzchnię lotną. U motyli strzępina występuje często na brzegu drugiej pary skrzydeł w postaci charakterystycznego układu łusek. Niektóre motyle mają skrzydła zredukowane do postaci strzępiny.